# سیلور سیتی (کارولینای شمالی)
سیلور سیتی (به انگلیسی: Silver City) شهری در ایالت کارولینای شمالی کشور ایالات متحده آمریکا است که جمعیت آن در سرشماری سال ۲۰۱۰ میلادی، ۸۸۲ نفر بوده‌است.